# 克劳斯·格拉恩
克劳斯·格拉恩（德語：Klaus Glahn，1942年3月23日—），德国男子柔道运动员。他曾代表德国联队、西德参加1964年和1972年夏季奥林匹克运动会柔道比赛，获得一枚银牌和一枚铜牌。